# Jevrobačennja 2007
La seconda edizione di Jevrobačennja (in ucraino Євробачення?, "Eurovisione") è stata organizzata dall'emittente radiotelevisiva ucraina Nacional'na Teleradiokompanija Ukraïny (NTU) per selezionare il rappresentante nazionale all'Eurovision Song Contest 2007 ad Helsinki.
La vincitrice è stata Vjerka Serdjučka con Danzing.

## Organizzazione
L'emittente ucraina Nacional'na Teleradiokompanija Ukraïny (NTU) ha confermato la partecipazione dell'Ucraina all'Eurovision Song Contest 2007 il 19 gennaio 2006. La ricerca del rappresentante nazionale è iniziata il mese successivo con una selezione interna; tuttavia, citando difficoltà nella scelta, NTU ha annunciato di avere optato per il ritorno di una selezione pubblica, per la seconda volta con il nome Jevrobačennja.
La competizione si è tenuta in un'unica serata il 9 marzo 2007 e ha visto otto artisti, divenuti poi sette, sfidarsi per la possibilità di rappresentare l'Ucraina all'Eurovision Song Contest 2007.

### Giuria
La giuria è stata composta da:
- Vitalij Dokalenko, direttore generale per NTU;
- Jan Tabačnyk, compositore;
- Svjatoslav Vloch, presidente della World DanceSport Federation;
- Oksana Novyc'ka, vicepresidente della Confederazione dei designer e stilisti dell'Ucraina;
- Olena Mozgova, direttrice della sezione intrattenimento per NTU.

## Partecipanti e risultati
NTU ha aperto la possibilità di inviare proposte per la competizione dal 24 gennaio al 10 febbraio 2007. Una giuria composta da cinque membri ha selezionato gli 8 finalisti per la finale televisiva, tra le 18 proposte ricevute, annunciati il 13 febbraio 2007.
Nonostante inizialmente figurasse nella lista dei partecipanti, Vitalij Kozlovs'kyj ha annunciato il suo ritiro il successivo 22 febbraio, citando il suo disappunto riguardo al tipo di format utilizzato per la selezione nazionale.

### Finale
La finale si è tenuta presso gli studi televisivi di NTU di Kiev. Lo show è stato presentato da Timur Mirošnyčenko e Marija Orlova, ed è stato trasmesso su Peršyj Nacional'ni.
Durante la serata si sono esibiti come ospiti Iryna Bilyk, Natalija Mohylevs'ka, Oleksandr Ponomar'ov e Tina Karol', gli ultimi rappresentanti dell'Ucraina rispettivamente all'Eurovision Song Contest 2003 e 2006, ed alcuni rappresentanti dell'Eurovision Song Contest 2007: Kaldun (Bielorussia), Olivia Lewis (Malta), The Jet Set (Polonia) ed i Todomondo (Romania).
Vjerka Serdjučka è stata proclamata vincitrice trionfando sia nel televoto che nel voto della giuria.
| # | Artista           | Brano               | Giuria | Televoto | Televoto | Televoto | Televoto | Totale | Posizione |
| # | Artista           | Brano               | Giuria | Telefono | SMS      | Totale   | Punti    | Totale | Posizione |
| - | ----------------- | ------------------- | ------ | -------- | -------- | -------- | -------- | ------ | --------- |
| 1 | Hodo              | Stolen Rain         | 1      | 142      | 779      | 921      | 2        | 3      | 7         |
| 2 | Jevhenija Vlasova | I Will Be (Ja budu) | 6      | 499      | 4 069    | 4 568    | 6        | 12     | 2         |
| 3 | Olena Hrebenjuk   | Zla bol'še net      | 2      | 391      | 2 035    | 2 426    | 5        | 7      | 4         |
| 4 | Vjerka Serdjučka  | Danzing             | 7      | 734      | 5 123    | 5 857    | 7        | 14     | 1         |
| 5 | NeAngely          | Ja znaju, ėto ty    | 4      | 47       | 536      | 683      | 1        | 5      | 6         |
| 6 | Vasyl' Bodnarčuk  | Serebrom            | 5      | 176      | 1 997    | 2 173    | 4        | 9      | 3         |
| 7 | Aviator           | Angely              | 3      | 95       | 874      | 969      | 3        | 6      | 5         |

## Controversie
La vittoria di Vjerka Serdjučka, un personaggio en travesti, generò accese polemiche di diversi media e vari esponenti politici nazionali. Taras Čornovil, esponente del Partito delle Regioni, ha dichiarato in merito: «Credo che alcuni dei nostri stimati esperti abbiano visto quei "bei ragazzi finlandesi" vestiti da mostri, ma non abbiano capito che c'è una subcultura e una pseudocultura. Quei mostri fanno parte della loro subcultura, che ha il diritto di esistere; ma tutti questi ermafroditi non sono mai stati accettati da nessuna parte. Perciò penso che questo sarà un grave fattore di imbarazzo e il mondo ci vedrà come dei completi idioti».
Ulteriori accuse sono state poste al testo del brano Danzing; infatti al suo interno è presente la parola "Lasha Tumbai", che richiama foneticamente alla frase "Russia, Goodbye" (in italiano: "Russia, addio"), facendo presumibilmente riferimento alla Rivoluzione arancione avvenuta in Ucraina dal 22 novembre 2004 al 23 gennaio 2005. In un'intervista gestita dall'emittente russa Prevyj kanal, Serdjučka ha dichiarato che tale parola sia in realtà un'espressione proveniente dalla lingua mongola per indicare la panna montata o il frappé; tuttavia molte personalità di origine mongola hanno confermato che tale espressione sia inesistente all'interno della loro lingua. In un'ulteriore intervista l'artista ha successivamente dichiarato che in realtà sia priva di significato, scelta solo per il bisogno di una rima per la composizione musicale. In occasione della manifestazione europea il titolo del brano è stato ribattezzato come Dancing Lasha Tumbai.